# Stardom
Stardom là album phòng thu thứ hai của nữ ca sĩ kiêm nhạc sĩ sáng tác bài hát người Việt Nam Vũ Cát Tường, được ra mắt vào ngày 18 tháng 10 năm 2018 sau 3 năm kể từ khi cô ra mắt album đầu tay Giải mã. Album đánh dấu chặng đường 5 năm hoạt động nghệ thuật chuyên nghiệp của Vũ Cát Tường với vai trò là một ca sĩ, nhạc sĩ và nhà sản xuất âm nhạc.
Đến sáng 20/10, chưa đầy 48 tiếng đồng hồ ra mắt, album Stardom đang chễm chệ ở vị trí top 1 trên iTunes Việt Nam. Stardom, Be a fool và Nobody là 3 ca khúc sở hữu lượt nghe nhiều nhất trong album vol.2 của Vũ Cát Tường. Album đã bán được 20,000 bản.
Album phản ánh những lát cắt khác nhau trong tính cách người nghệ sĩ mà Vũ Cát Tường đã tích góp được trong cuộc sống và sự nghiệp âm nhạc.
Album được viết theo thể loại Pop, R&B, Soul, EDM, Rap, Ballad,... với những tiếng sound hiện đại mang đậm âm hưởng US-UK. Đây cũng là album đầu tiên của nghệ sĩ Việt Nam được phân phối bởi Universal Music Group trên toàn thế giới. Đánh dấu sự hợp tác của Vũ Cát Tường với ông lớn Universal Music Group. Sau đó, Universal Music Group đồng hành cùng cô làm Promote Tour tại Singapore và Malaysia.
Album có một single quảng bá là "Leader".
Album đã thắng giải Album của năm tại Keeng Young Awards năm 2018 và được đề cử tại Giải thưởng Âm nhạc Cống Hiến 2018.

## Ý nghĩa cái tên "Stardom"
Stardom dịch sang Tiếng Việt là ánh hào quang, cương vị của một ngôi sao. Vũ Cát Tường muốn cho khán giả thấy được cuộc sống của cô trên con đường nghệ thuật của chính mình, những vất vả, suy tư và áp lực của một nghệ sĩ khi đối mặt với công việc và cuộc sống, nhưng cũng không nghèo nàn về tinh thần, nồng cháy trong tình yêu, và những cảm xúc nhẹ nhàng, ưu tư giữa đời.

## Danh sách bài hát
| Bài hát        | Sáng tác     | Giám đốc sản xuất             | Phối khí                     | Vocal Producer | Mix & Master | Thời lượng |
| -------------- | ------------ | ----------------------------- | ---------------------------- | -------------- | ------------ | ---------- |
| Leader         | Vũ Cát Tường | Lưu Thiên Hương, Vũ Cát Tường | Naijik, Vũ Cát Tường         | Benjamin James | Michael Choi | 3:10       |
| Stardom        | Vũ Cát Tường | Lưu Thiên Hương, Vũ Cát Tường | Tín Lê, Michael Choi         | Benjamin James | Michael Choi | 3:55       |
| Be A Fool      | Vũ Cát Tường | Lưu Thiên Hương, Vũ Cát Tường | Nguyễn Thanh Bình            | Benjamin James | Michael Choi | 3:55       |
| Nobody         | Vũ Cát Tường | Lưu Thiên Hương, Vũ Cát Tường | Naijik, Vũ Cát Tường         | Benjamin James | Michael Choi | 5:26       |
| One Second     | Vũ Cát Tường | Lưu Thiên Hương, Vũ Cát Tường | Naijik                       | Benjamin James | Michael Choi | 3:57       |
| San Francisco  | Vũ Cát Tường | Lưu Thiên Hương, Vũ Cát Tường | Andy Trần, Nguyễn Thanh Bình | Benjamin James | Michael Choi | 3:47       |
| If             | Vũ Cát Tường | Lưu Thiên Hương, Vũ Cát Tường | Nguyễn Thanh Bình            | Benjamin James | Michael Choi | 4:15       |
| Gucci In Town  | Vũ Cát Tường | Lưu Thiên Hương, Vũ Cát Tường | Naijik                       | Benjamin James | Michael Choi | 4:17       |
| This Love      | Vũ Cát Tường | Lưu Thiên Hương, Vũ Cát Tường | Andy Trần                    | Benjamin James | Michael Choi | 4:17       |
| The Party Song | Vũ Cát Tường | Lưu Thiên Hương, Vũ Cát Tường | Naijik                       | Benjamin James | Michael Choi | 3:23       |

## Nội dung album
Leader là một bản tuyên ngôn khá hùng hồn, cộp mác Vũ Cát Tường, có sự ngang tàng, ngông nghênh. Vũ Cát Tường muốn thông qua bài hát này muốn truyền một thông điệp tới các bạn trẻ hãy luôn tỉnh táo đi trên con được mình và hãy luôn là một Leader của cuộc đời mình.
Stardom với giai điệu phóng khoáng và có phần ca từ khá mỉa mai, châm biếm với giai điệu pha một chút disco của thập niên 70, tạo một cảm giác thích thú đặc biệt, mang lại cho khán giả một chút cảm giác hoài niệm về những ngày xưa cũ. Stardom không hát về sự hào nhoáng, vẻ xa hoa, kiều diễm cũng như những thứ đẹp đẽ được thổi phồng về cuộc sống của người nổi tiếng… Stardom, ngược lại, nói về sự buông bỏ, chạy trốn khỏi những hào quang và cám dỗ lấp lánh ấy. Ở đây, ta có thể thấy quan điểm của Vũ Cát Tường về sự hào nhoáng rất rõ ràng, đối với cô, bất quá chỉ là một chiếc lồng vàng thật đẹp, giam giữ tâm hồn người nghệ sĩ, có thể thoát ra và sải cánh tự do cùng những người yêu thương, đó mới là chân hạnh phúc.
Be A Fool với giai điệu du dương và lời lẽ ngô nghê, Vũ Cát Tường mong mình mình chỉ là một kẻ khờ muốn sống trong âm nhạc của chính mình.
Nobody, One Second là hai ca khúc gắn mác 18+ lúc thì chậm rãi, nhẹ nhàng, lúc thì mạnh bạo và quyết liệt, nói về những va chạm thể xác của hai người đang yêu nhau.
San Francisco với những giai điệu bắt tai, dồn dập là câu chuyện của hai người yêu nhau nhưng không hiểu ý nhau rồi chia tay.
If là bản ballad duy nhất trong album này. Tựa đề đầu tên của nó là: "If I were a sin". Ca khúc là một lời tự sự dành cho những người đã luôn yêu thương cô trong suốt thời gian qua, cùng cô vượt qua sóng gió, cũng là một câu hỏi cho chính khán giả: "If I were a sin" thì mọi người có còn yêu cô nữa không?
Gucci In Town, This Love như chính cái cái tên của nó. Bài hát với giai điệu hiện đại, viết về một đôi giày mà cô mua đầu tiên trong sự nghiệp và tình yêu của mình.
The Party Song với giai điệu EDM sôi động, bài hát như tiếp thêm năng lượng dành riêng cho những buổi tiệc, quên hết những thứ phiền lo và chỉ cần bung xõa.

## Lưu diễn quảng bá
Để quảng bá cho album, Tường đã tổ chức concert cùng tên "Stardom". Đêm live concert của Vũ Cát Tường gồm 3 phần: The First Step, Decode và Stardom. Tất cả mọi thứ đều xoay quanh đúng một nhân vật chính, các nhân vật khách mời chỉ là phụ. Toàn bộ concert được chia ra ba phần rất rõ rệt với sự dẫn dắt gần như hoàn toàn bằng chính Vũ Cát Tường, bằng âm nhạc, trình chiếu hologram và các đoạn clip). Với việc tiên phong sử dụng công nghệ hiện đại này, Vũ Cát Tường chính là nghệ sĩ Việt Nam đầu tiên đem công nghệ Hologram lên sân khấu live concert của mình.
Mỗi một phần đều có concept, trang phục và âm nhạc được phối riêng, với ba phần chuyên biệt: The First Step với những bản nhạc cũ làm nên tên tuổi, Decode với những thể nghiệm âm nhạc mới mẻ và Stardom mang đến đỉnh cao chói lọi. Phần dàn dựng và các "chiêu trò" được sử dụng chừng mực và hiệu quả, không bị lạm dụng hay lấn át cả nghệ sĩ chính. Tất cả tạo nên một tổng thể hài hòa và thống nhất, tạo cho khán giả cảm xúc liền mạch, không bị chi phối bởi những yếu tố khác.
Trong phần 1, cùng công nghệ hologram, khán giả sẽ cùng trải qua những kỷ niệm lần đầu tiên bước chân vào con đường ca hát chuyên nghiệp của Vũ Cát Tường với những bản hit cũ: Vết mưa, Come back home, Góc ban công, Phai, Mơ, Forever Mine, Don’t you go... Tổng đạo diễn Nguyễn Hữu Thanh chia sẻ: "Phần đầu tiên là những ca khúc đã tạo nên tên tuổi của Vũ Cát Tường - chặng đường gian nan vất vả của bạn ấy. Ở phần này, chúng tôi tái hiện lại chặng đường đó qua hình ảnh một Vũ Cát Tường như vì sao nhỏ bé giữa một bầu trời rộng lớn, tìm kiếm hướng đi riêng của mình và khám phá giấc mơ của bản thân.
Phần 2 chương trình mang tên Decode – Giải mã, sau khi thành công với những bản hit, ghi dấu ấn trong lòng khán giả về một cô ca sĩ nhỏ nhắn, có giọng hát trong trẻo thì Vũ Cát Tường tiếp tục khám phá bản thân, nguồn năng lượng sáng tạo trong cô thoát khỏi cái bóng của chính mình. Đêm concert cũng là lần đầu tiên Vũ Cát Tường hát live toàn bộ 10 ca khúc trong album Stardom, là những điều riêng tư, cảm xúc nhất của một người bình thường vốn có được cô thể hiện qua: Nobody, One Second, Sanfancisco, Gucci in town, If. Trên sân khấu, Vũ Cát Tường vui vẻ cho biết Nobody và One Second là 2 bản hit 18+ trong album Stardom. Khán giả càng ngạc nhiên hơn khi Vũ Cát Tường không hề giấu giếm mà tiết lộ bản thân đã từng trải qua điều 18+ đó.
Phần 3 của chương trình với ý nghĩa hình ảnh một Vũ Cát Tường khác biệt, mạnh mẽ, đầy sáng tạo nhưng sẽ không thay đổi bản ngã của mình là đam mê với âm nhạc, không bất chấp tất cả để nổi tiếng, sự sáng tạo này của cô sẽ không ngừng phát triển hơn nữa về sau này. Ca khúc chủ đề đêm nhạc cũng như album vol 2 vừa ra mắt mang tên Stardom được dàn dựng công phu, hoành tráng, hình ảnh Vũ Cát Tường quyền lực, mạnh mẽ, dùng giọng hát nội lực thuyết phục khán giả về sự trưởng thành của mình đã nhận được sự cổ vũ nhiệt tình.
Sau Concert "'Stardom'" cô tiếp tục chuyến quảng bá album của mình qua các nước Singapore, Malaysia.

## Giải thưởng
| Lễ trao giải                  | Hạng mục      | Kết quả   |
| ----------------------------- | ------------- | --------- |
| Keeng Young Awards            | Album của năm | Đoạt giải |
| Giải thưởng Âm nhạc Cống Hiến | Album của năm | Đề cử     |